# Теория на еластичността
Теория на еластичността е раздел на механика на непрекъснатите среди, в който се изучават обратимите деформации на телата, т.е. деформациите, които изчезват при снемане на натоварването.
Най-общо, еластичност е свойството на телата да изменят формата и обема си при натоварване и да възвръщат тази форма и обем при разтоварване.
Основната задача на теорията на еластичността е определяне на преместванията, деформациите и напреженията в еластичните тела при зададено външно натоварване. Основният закон на теорията на еластичността е законът на Хук, според който тензорите на напрежението и деформацията в еластично тяло са свързани с линейна зависимост. Този закон, в случая на едномерен опън, има вида {\displaystyle \sigma =E\varepsilon }, където {\displaystyle \sigma } е напрежението на опън, {\displaystyle \varepsilon } – относителното удължение, а {\displaystyle E} – коефициентът на пропорционалност, наречен модул на Юнг.
Съвременното формулиране на основните закони и съотношения в теория на еластичността е дадено от френските учени А. Навие и О. Коши в началото на XIX в. До края на този век с трудовете на Г. Ляме, Б. Сен-Венан, К. Бусинеск и други теория на еластичността се превръща в класическа математическа теория от голямо значение за строителството и техниката. Днес тя е теоретична основа на пресмятанията на якост, деформируемост и устойчивост в строителното дело, авиостроението и ракетостроенето, машиностроенето, минното дело и други.